# Ford Model C
Ford Model С (рус. Форд Модэл Си) автомобиль, выпущенный в 1904 году и представляющий собой вариант первого Ford Model A с более современным видом, немного более мощным двигателем и на 15 см большей колесной базой. Model C была заменена  Model F в 1905 году.
Обе модели A и C были выпущены в один тот же момент, но модели Эй также приобретались с двигателями модели Си, такой вариант назывался Ford Model АС (Модел ЭйСи). На Model C в первое время ставился двигатель Flat-2 (8 л. с.), а затем в 1905 году он стал 10-сильным (7 кВт), и располагался под сиденьем, как и на Model A. Модель Си продавалась за 850 $, с возможностью расширить до 4 мест за дополнительные 100 $.
Модель Си была первым автомобилем, созданным Ford Motor Company в Канаде. Всего было выпущено 800 штук.